# Шерићи (Живинице)
Шерићи су насељено мјесто у општини Живинице, Федерација Босне и Херцеговине, БиХ.

## Географија
Шерићи се налазе око 10 км западно од Живиница, на јужној обали Модрачког језера.

## Становништво
| Националност       | 1991.          | 1981.          | 1971.          |
| Муслимани          | 2.794 (98,62%) | 2.581 (98,36%) | 2.243 (98,20%) |
| Срби               | 4 (0,14%)      | 14 (0,53%)     | 20 (0,87%)     |
| Хрвати             | 0              | 1 (0,03%)      | 1 (0,04%)      |
| Југословени        | 27 (0,95%)     | 23 (0,87%)     | 1 (0,04%)      |
| остали и непознато | 8 (0,28%)      | 5 (0,19%)      | 19 (0,83%)     |
| Укупно             | 2.833          | 2.624          | 2.284          |

## Извор
- Књига: „Национални састав становништва — Резултати за Републику по општинама и насељеним мјестима 1991.", статистички билтен бр. 234, Издање Државног завода за статистику Републике Босне и Херцеговине, Сарајево.
- интернет — извор, „Попис по мјесним заједницама“ — https://web.archive.org/web/20131005002409/http://www.fzs.ba/Podaci/nacion%20po%20mjesnim.pdf